# التعشير
التعشير أو العرضة بالمقمع هي رقصة حربية قديمة تندرج تحت الفن الحجازي، أول من بدأ تأديتها المحاربون من أجل بث الحماس وإخافة الخصوم قبل المعارك وللتعبير عن الفرحة بالنصر بعد الفوز. اشتهرت بين قبائل الحجاز وهذيل وبنو سليم وقريش وفهم وثقيف وحرب والجحادل وعتيبة، تؤدى في مناسبات الأفراح عادةً، والشخص الذي يؤدي هذه الرقصة يحتاج إلى لياقة ومهارة عالية لتجنب الإصابات، حيث أنها تنتهي بقفزة المؤدي لها وإطلاقه للبارود الناري لينفذ من تحت قدميه.

## نبذة عن التعشير
التعشير هو لعب فلكور حربي قديم ويمكن ممارسته من قبل شخص واحد أو إثنين أو أكثر في ذات الوقت ويؤديها العارض حاملًا سلاح المقمع الذي يحشى بالبارود بالدكاك الذي يطلق إلي الأسفل عندما يقفز العارض إلى أعلى وكان المحاربين القدامى يمارسون التعشير كنوع من بث الثقة والحماسة قبل خوض المعركة وعلي النقيض كانت تبث الرعب في قلوب أعدائهم أما عن تأديتها بعد الانتصار في المعركة فكانت تعتبر نوع من الفرحة بزهوة الانتصار.

## أداء التعشير
يرتدي العارض ملابس شعبية تراثية ويسير بخطوات مرتبة استعراضية ويكون العارض مُدربًا علي حمل السلاح المحشو بالبارود الذي يطلقه إلي أسفل عندما يعانق السماء في قفزاته ولذا فإنه غالبًا ما يؤدي هذا العرض واحد أو إثنين على الأكثر ويصاحب العرض الأهازيج وهناك قصائد مغناة تختص بفن التعشير.